# USS Sterett (DDG-104)
El USS Sterett (DDG-104) es un destructor de la clase Arleigh Burke en servicio con la Armada de los Estados Unidos. Su nombre USS Sterett honra a Andrew Sterett. Fue ordenado en 2002, puesto en gradas en 2005, botado en 2007 y asignado en 2008.

## Construcción
Fue ordenada su construcción el 13 de septiembre de 2002. Fue construido por Bath Iron Works (Bath, Maine), siendo colocada su quilla el 30 de octubre de 2005, botado el 20 de mayo de 2007 y asignado el 9 de agosto de 2008.

## Historia de servicio

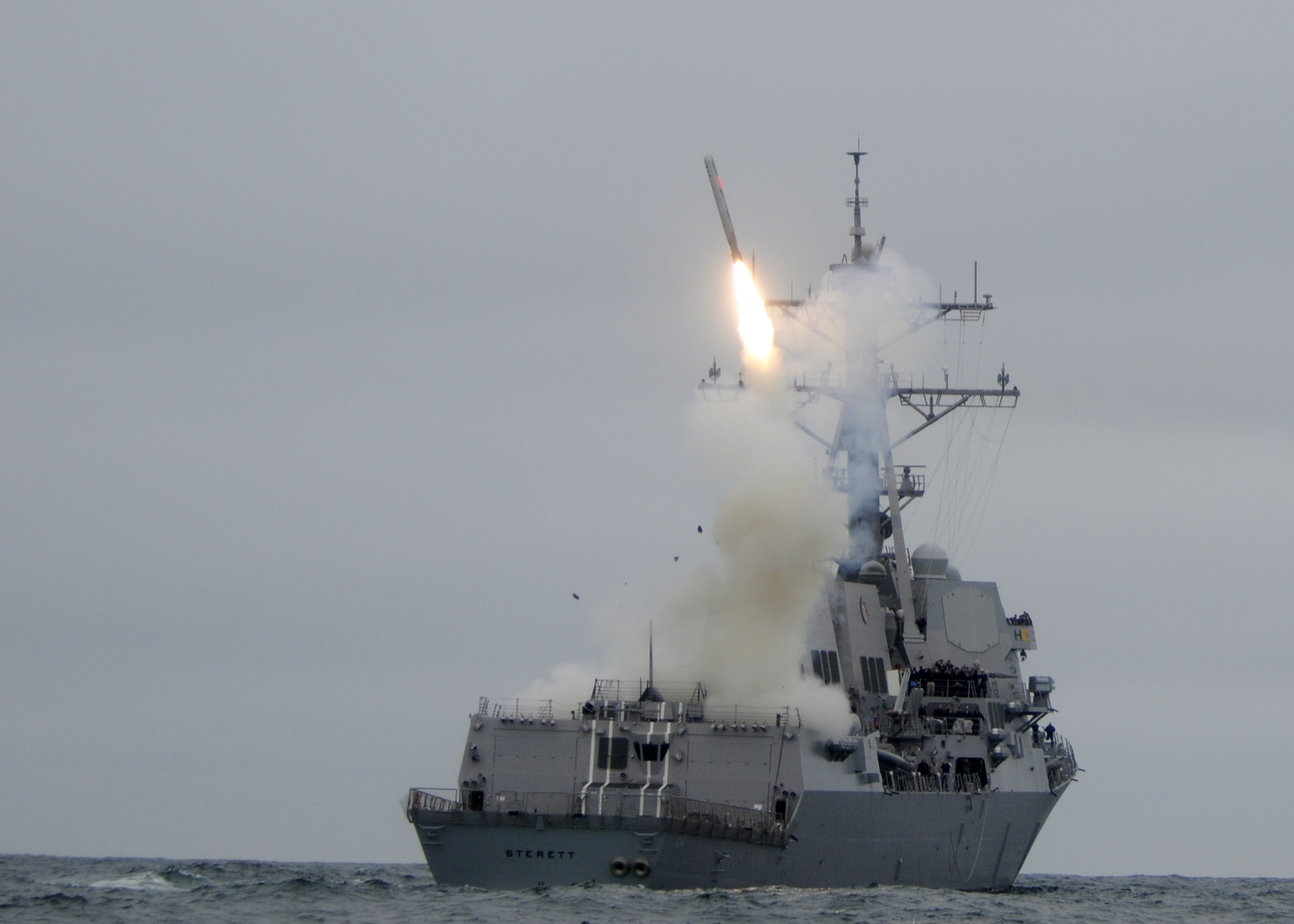
El USS Sterett (DDG 104) disparando un misil Tomahawk en el año 2010.

Su actual apostadero es la base naval de San Diego, California.